# Annalisa Piras
Annalisa Piras (Roma, 29 aprile 1966) è una giornalista e regista italiana.

## Biografia
Annalisa Piras ha lavorato come corrispondente da Londra per L'Espresso dal 1997 e per LA7 dal 2001 al 2007. Nel biennio 2006-2007 è stata la prima italiana ad essere presidente del London Foreign Press Association.
Partecipa regolarmente al Dateline London, programma di informazione settimanale in onda sull'emittente britannica BBC News e BBC World Service. Collabora inoltre con il quotidiano The Guardian scrivendo di Italia ed Europa. Partecipa spesso a dibattiti politici su BBC News, Sky News, CNN, Al Jazeera e CNBC.
Come redattrice capo per l'Unione Europea, ha fatto parte del team che il 1º gennaio 1993 a Lione ha lanciato Euronews, il primo canale televisivo paneuropeo d'informazione multilingue, successivamente trasformatosi in un sito web di informazione.

### Attività cinematografica
Oltre al lavoro giornalistico, Annalisa Piras ha realizzato diverse pellicole dedicate a temi sociopolitici.
Il suo documentario The Italian Patient, trasmesso da BBC Four, è stato selezionato per il premio FPA Best Story of the Year, come reportage realizzato da un corrispondente straniero con base a Londra. Nel 2015 ha diretto un film-documentario sulla crisi europea The Great European Disaster Movie, commissionato da BBC4 Storyville, il canale franco-tedesco Arte e la Tv pubblica svedese SVT. Il film ha ricevuto il prestigioso Civis Media Award nel 2016. Il premio è stato consegnato dal presidente della Repubblica Federale Tedesca Joachim Gauck e dal Presidente del Parlamento Europeo Martin Schultz al miglior film documentario realizzato in Europa sui valori civici europei, selezionato su 900 candidature.
Il suo lavoro più celebre è però Girlfriend in a Coma, creative documentary da lei prodotto, co-scritto e diretto nel 2011-12 insieme a Bill Emmott, ex direttore del quotidiano The Economist. Si tratta di un documentario indipendente sulla situazione italiana vista dall'estero, ispirato dal libro di Emmott " Good Italy, Bad Italy", è stato candidato come miglior film documentario ai Golden Globes Award Italy. Il titolo è ripreso da una celebre canzone del gruppo britannico The Smiths, la girlfriend in coma è l'Italia che Emmott osserva con grande amore e frustrazione per la sua cronica malattia che ne stronca la bellezza e il genio. Le Monde ha definito il documentario " una disperata lettera d'amore per l'Italia".
Forti dell'esperienza di centinaia di proiezioni di documentari seguiti da dibattiti, in tutta Europa, Annalisa Piras e Bill Emmott hanno nel 2012 creato una campagna, la Wake Up Europe, convinti che i grandi documentari abbiano una formidabile capacità di informare e coinvolgere ispirando una riflessione sulle grandi sfide comuni del nostro tempo e sviluppare una coscienza civica europea. 
Nel 2019 hanno organizzato a Torino un Festival Wake Up Europe, col patrocinio dell'Università di Torino e del Museo del cinema, rivolto soprattutto alle generazioni più giovani.
Caratteristica del Festival la connessione in tutta Europa con eventi satellite indipendenti, gratuiti, che hanno proiettato gli stessi film di Torino, unendo il continente in un momento di riflessione e impegno. Gli eventi satelliti sono stati organizzati da associazioni giovanili, Think thanks, associazioni civiche, università in dieci località, Edimburgo, Manchester, Canterbury, Bruxelles, Berlino, Colonia, Bratislava, Bucarest, Hämeenlinna, Plovdiv.